# Pogonoscopus myrmex
Pogonoscopus myrmex är en insektsart som beskrevs av William Edward China 1924. Pogonoscopus myrmex ingår i släktet Pogonoscopus och familjen dvärgstritar. Utöver nominatformen finns också underarten P. m. confluens.